# Robin Kehr
Robin Luca Kehr (* 22. Februar 2000 in Pinneberg) ist ein ehemaliger deutscher Fußballspieler.

## Karriere

### Verein
Kehr begann früh mit dem Fußball in seinem Geburtsort Pinneberg bei dem VfL Pinneberg. Anschließend wechselte er zum Kummerfelder SV. 2009 ging er zum FC St. Pauli, wo er sechs Jahre spielte. 2015 verpflichtete ihn Borussia Dortmund, wo er einige Spiele in der A- und der B-Junioren-Bundesliga machte. 2019 ging er schließlich in die 2. Bundesliga zur SpVgg Greuther Fürth. Sein Debüt gab er am dritten Spieltag der Saison 2020/21 beim 2:2 gegen die Würzburger Kickers, als er kurz vor Schluss eingewechselt wurde. Seinen ersten Treffer für die Spielvereinigung erzielte er am 13. Spieltag, als er kurz nach seiner Einwechslung zum 3:0 in der dritten Minute der Nachspielzeit gegen Eintracht Braunschweig einköpfte.
Im Februar 2023 gab Kehr aufgrund einer schweren Knieverletzung, die er sich im Oktober 2021 in einem Spiel der Fürther U23 gegen Bayern München zugezogen hatte, sein Karriereende als Profifußballer bekannt.

### Nationalmannschaft
Kehr spielte in der U17- und U18-Nationalmannschaft Deutschlands.

## Erfolge
- Aufstieg in die Bundesliga: 2021
- Deutscher A-Junioren-Meister: 2019
- Meister der B-Junioren-Bundesliga West: 2016